# Chemical & Engineering News
Chemical & Engineering News (C&EN) je nedeljni profesionalni časopis koji objavljuje Američko hemijsko društvo. C&EN pruža profesionalne i tehničke informacije u poljima hemije i hemijskog inženjerstva. Njegov sadržaj obuhvata informacije o najnovijim vestima i istraživanjima u tim poljima, informacije o karijeri i zapošljavanju, poslovne i industrijske vesti, vladine i političke vesti, informacije o finansiranju u tim poljima, i specijalne izveštaje. Časopis je dostupan svim članovima Američkog hemijskog društva. Dodatno, prednji deo časopisa je svima besplatno onlajn dostupan, ali je preplata neophodna za dalji kontent.

## Istorija
Časopis je osnovan 1923. godine, a dostupan je na Internetu od 1998.

## Spoljašnje veze
- Званични веб-сајт